# زاکاریا کاناکه‌رتسی
زاکاریا کاناکه‌رتسی (ارمنی: Զաքարիա Քանաքեռցի؛ انگلیسی: Zakaria Kanakertsi زادهٔ ۱۶۲۷ - درگذشته ح. ۱۶۹۹) نویسنده و تاریخ‌نگار، اهل ارمنستان بود.

## نگارخانه

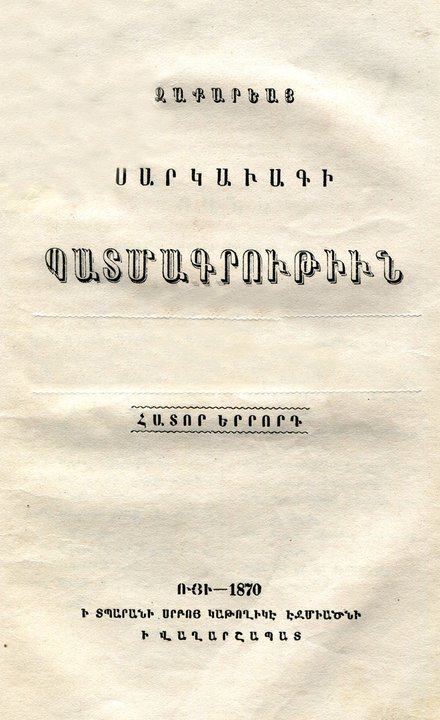